# Kinabalutrogon
Kinabalutrogon (Harpactes whiteheadi) är en fågel i familjen trogoner inom ordningen trogonfåglar.

## Utseende och läte
Kinabalutrogonen är en kraftig trogon med praktfull fjäderdräkt. Hanen är övervägande lysande röd, medan honan är mestadels orangeaktig. Båda könen har ett brett silveraktigt "förkläde", orangebrun rygg, mörkt ansikte, blå näbb och blå bar hud kring ögat. Lätet består av en serie med väl åtskilda gnissliga hoanden

## Utbredning och systematik
Kinabalutrogonen förekommer enbart på norra Borneo. Den behandlas som monotypisk, det vill säga att den inte delas in i några underarter.

## Levnadssätt
Kinabalutrogonen hittas i bergsskogar, där den föredrar fuktiga och skuggiga områden. Den ses enstaka eller i par, sittande tystlåtet i skogens mellersta skikt.

## Status och hot
Arten har ett stort utbredningsområde, men tros minska i antal, dock inte tillräckligt kraftigt för att den ska betraktas som hotad. Internationella naturvårdsunionen IUCN listar arten som livskraftig (LC).

## Namn
Fågelns vetenskapliga artnamn hedrar John Whitehead (1860-1899), brittisk upptäcktsresande och samlare verksam på Borneo 1885-1888,